# Uncifera lancifolia
Uncifera lancifolia là một loài thực vật có hoa trong họ Lan. Loài này được (King & Pantl.) Schltr. miêu tả khoa học đầu tiên năm 1914.